# مفيش غير كده (فلم)
مفيش غير كده فيلم مصري من إنتاج عام 2006.

## قصة الفيلم
ناهد (نبيلة عبيد) يطلقها زوجها وتتفرغ لتربية أبناءها الثلاث وبعد معاناة مع صعوبة الحياة توافق على تشجيع ومساعدة ابنتها الصغرى الجميلة دينا (أروى) لتدخل عالم الفن والغناء، وبمساعدة المنتج الكبير نادر (خالد أبو النجا) ولكن بعدما نجحت ناهد في تحقيق حلمها وحلم الغناء تكتشف إن المنتج يستغل ابنتها وتستمر الأحداث إلى النهاية

## الممثلون
- نبيلة عبيد
- خالد أبو النجا
- سوسن بدر
- أروى جودة
- محمد منير
- أحمد عزمي
- رولا محمود
- أحمد كمال
- سيف عبد الرحمن
- ماهر سليم
- دعاء طعيمة
- فرح يوسف
- أميرة هاني

## روابط خارجية
- مقالات تستعمل روابط فنية بلا صلة مع ويكي بيانات